# Idiotyp (Immunologie)
Ein Idiotyp ist in der Immunologie die charakteristische variable Region eines bestimmten Antikörpers oder eines bestimmten T-Zell-Rezeptors.

## Eigenschaften
Jeder Antikörper oder jeder T-Zell-Rezeptor hat eine charakteristische Zusammensetzung, die seine Affinität zu einem jeweiligen Epitop von einem Antigen bestimmt. Diese Bindung des Epitops erfolgt an der variablen Region eines Antikörpers oder T-Zell-Rezeptors. Die variable Region besitzt aufgrund ihrer charakteristischen Zusammensetzung ihrerseits verschiedene charakteristische Epitope, die als Idiotope bezeichnet werden. Gegen diese charakteristischen Epitope können antiidiotypische Antikörper erzeugt werden, die daran binden und eine Bindung des gebundenen Antikörpers an sein Epitop kompetitiv unterbinden. Teilweise sind die Epitop-bindenden Stellen auf einem antiidiotypischen Antikörper analog zum Epitop des gebundenen Antikörpers. Die Hypothese der Regulation der Antikörperantwort durch antiidiotypische Antikörper (Network Hypothesis) wurde 1974 von Niels Jerne aufgestellt.